# 大高忠雄

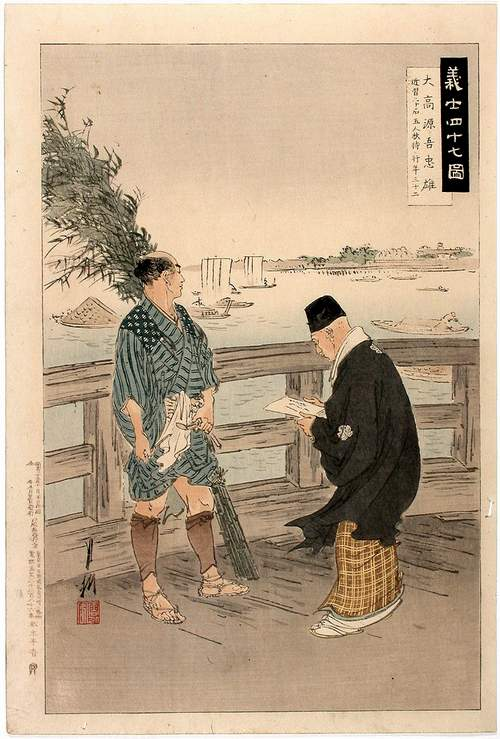
『義士四十七図　大高源吾忠雄』（尾形月耕画）

大高 忠雄（おおたか ただお、寛文12年（1672年）-元禄16年2月4日（1703年3月20日））は、江戸時代前期の武士。赤穂浪士四十七士の一人。本姓は安倍氏。家紋は丸に三盛亀甲花菱。通称は源五・源吾（げんご）。また、子葉という雅号を持ち、俳諧にも事績を残した。

## 出自
大高家は平安時代から続く名門である。奥州豪族安倍貞任の一族で奥州の大高館を本拠としていたので大高氏を称するようになったという。その後も代々大高家は安倍氏嫡流（安東氏）に仕え続け、江戸時代にも安倍氏・安東氏の嫡流である陸奥国三春藩主秋田氏に仕えていた。なお大高家も安倍氏一族の出自であるので大高本家は藩主と同じ「秋田」姓を名乗ることを認められていた。源五の父である忠晴は、この秋田家（大高本家）の庶子であった。庶子であるので「秋田」の家名ではなく「大高」を家名とし、浅野長直に仕えた。浅野家では新参ながら200石という厚遇であったことからも大高家の出自の良さがうかがえる。

## 生涯
寛文12年（1672年）、赤穂藩士大高忠晴（200石）の長男として赤穂に生まれた。幼名は六郎。母は小野寺秀和の姉（貞立尼）。弟に小野寺秀富がいる。
延宝4年（1676年）4月3日に父・忠晴が死去したため、大高家の家督を相続。ただし父が200石であったのに忠雄は20石5人扶持しか相続を認められなかった。藩内では金奉行・膳番元方・腰物方などを務めた。
水間沾徳に弟子入りして俳諧を学び、俳人としての才能を大いに発揮した（ただし後に、水間は赤穂事件そのものは批判している）。同じく俳人として名高い萱野重実や神崎則休などと並んで“浅野家三羽烏”などと称されていたといわれる。俳諧集『二ツの竹』を編著したのも子葉（大高忠雄）である。元禄9年（1696年）の参勤交代への従軍ではじめて江戸へ入り、翌年10年（1697年）に赤穂へ帰国するが、その時の旅の様子を紀行文にして『丁丑紀行』を著している。
ところが、元禄14年（1701年）3月14日、主君浅野長矩が江戸城松之大廊下で吉良義央に刃傷に及び、浅野長矩は即日切腹、赤穂藩は改易となった。この凶変の際には忠雄は主君に供奉して江戸にあった。しかし急遽赤穂へと向かい、赤穂城内の論争では一貫して大石良雄派として行動し、大石の盟約にも加わった。赤穂城開城後は、大津や京都に住んだ。忠雄は大石の信任がかなり厚い人物の一人で重要な局面でよく使者に立てられている。
元禄14年（1701年）9月下旬、江戸急進派の堀部武庸らが大石良雄の御家再興運動中にそれを差し置いて吉良義央への仇討ちを強硬に主張して大石の江戸下向を迫った際には、鎮撫の使者として進藤俊式とともに江戸へ派遣されている（もっとも逆に安兵衛らの意見に同調して仇討ち急進派となってしまっている。大石良雄自らが江戸下向し、帰京した後に大高も一時帰京した）。元禄15年（1702年）7月、浅野長矩の弟浅野長広の広島浅野宗家への永預けが決まり、浅野家再興が絶望的となり、大石は京都円山での会議で仇討ちを決定し（円山会議）、大石は命を惜しむ者に脱盟の機会を与えるため「神文返し」を実行することとしたが、この際にも同志のところを回る使者として選ばれたのはこの大高忠雄と貝賀友信であった。
元禄15年（1702年）9月18日、忠雄は江戸下向にあたり、豪商綿屋善右衛門（赤穂藩のお出入り商人で赤穂藩改易後は討ち入り計画を経済的に支援していた）より26両を借用。また遺作として『二ツの竹』を江戸下向直前に編著・出版する。師匠と仰いだ水間沾徳などそうそうたる俳人が句をよせている。そして10月18日に主君の仇吉良義央を討つため江戸へ下った。江戸では町人脇屋新兵衛（わきやしんべえ）を名乗った。大石良雄は忠雄の入手した情報を、横川宗房が親しくしていた上野介と親しい坊主の許に来た手紙の情報と照らし合わせて、信用し、12月14日を討ち入りの日と決める。
吉良屋敷への討ち入りでは、忠雄は表門隊に属して大太刀を持って奮戦。武林隆重が吉良義央を斬殺、間光興がその首をあげ、一行は浅野長矩の眠る泉岳寺へ入った。泉岳寺では子葉を知る僧侶から一句を求められ、「山をさく刀もおれて松の雪」の一句を残した。
江戸幕府により大石の嫡男大石良金らとともに芝三田の松山藩主松平定直の中屋敷へ預けられた。松平家では大高らを罪人として厳しく扱った記録が残る。更にまだ処分も決まってない時期から、全員の切腹における介錯人まで決めてしまった。
元禄16年（1703年）2月4日、赤穂浪士へ切腹が命じられ、忠雄は松平家預かりの浪士10人の最後に切腹の座につき、「梅で呑む茶屋もあるべし死出の山」の一句を残した。松平家家臣の宮原久太夫頼安の介錯で切腹。享年32。主君・浅野長矩と同じ泉岳寺に葬られた。戒名は、刃無一劔信士。興聖寺にも大高のものと伝わる墓があるが卒塔婆も無く荒廃して傾いており、石が削られ前面の文字が読めなくなっている。

## 創作・脚色
- 大高忠雄が江戸に下向しようとしている道中、団蔵というヤクザ者の馬子が「馬に乗れ」とからんできた。忠雄は断ったが、腰抜け侍と見て調子に乗った団蔵は「詫び証文を書け」と因縁をつけてくる。大高はここで騒ぎになるわけにはいかないと思って、おとなしくその証文を書いた。これを見た団蔵は腰抜け侍ぶりを笑ったが、その後、赤穂浪士の討ち入りがあり、そのなかに忠雄がいたことを知った団蔵は己を恥じて出家の上、忠雄を弔ったという。大高源吾の詫証文が三嶋大社に残されており、元禄14年（1701年）九月の日付が入っている[4]。事の真偽は不明であるが、後世になり「赤穂義士銘々伝―神崎東下り」で同じ赤穂浪士の神崎与五郎が箱根甘酒茶屋で遭遇した逸話として伝承された[4]。
- 忠臣蔵では忠雄は俳人宝井其角とも交流があったとされ、討ち入りの前夜、煤払竹売に変装して吉良屋敷を探索していた忠雄が両国橋のたもとで偶然其角と出会った際、「西国へ就職が決まった」と別れの挨拶をした忠雄に対し、其角は餞に「年の瀬や水の流れと人の身は」と詠んだ。これに対し、忠雄は「あした待たるるその宝船」と返し、仇討ち決行をほのめかしたという逸話が挿入されている。明治になってこの場面を主題にした歌舞伎の『松浦の太鼓』がつくられた。大高「日の恩やたちまち砕く厚氷」に、其角「月雪の中や命の捨てどころ」としている創作もある[5]。しかし史実では、大高が江戸で其角に近づいたり、教えを受けた事実はなく、両国橋での話も実話ではない。それを裏付ける史料もなく後世のフィクションである。大高は歌人や連歌師ではなく、付句の流れが作法と合致せず不自然である。中央義士会も「大高源五と宝井其角とのエピソードは後世に作られた話である」としている[6]。

- 同じく忠臣蔵では、大高は俳人としての縁から吉良家出入りの茶人・山田宗徧に入門して、12月14日に吉良屋敷で茶会があることを突きとめたり、吉良邸から、茶器の名物「桂籠」を盗んで、潮田高教に泉岳寺まで運ばせたというような逸話がある。また吉良邸に宿泊して討ち入りに遭遇してしまった宗徧が、「桂籠」を抱えて逃げ惑う処を大高が襲撃し、茶器に刀傷（もしくは隠れてる処を突いた槍傷）が残ったという脚色もある。実際には山田宗徧に大高が入門したという事実も、宗徧が茶会の日程を教えた史料も存在しない。宮澤誠一は、宗徧による日程の漏洩は大高に活躍の場を与えるための俗説として退けている[7]。さらに「桂籠花入」の逸話も創作である[8]。

- 細川家臣・落合重蔵から「豚畜生」と罵倒された大高を恥じ、妹・お園は自害しようとする[9]。史実では大高に妹はいない。

- 大高と木村貞行の介錯をした宮原は、この介錯の後、著名な俳人でも殺さねばならない武士稼業というものに嫌気がさし、武士を捨てて酒屋に転じたという話がある。講談では赤穂義士に父を殺された宮原は彼らを憎んでいたという設定になっている[10]。

- 大高が堀内道場で知り合った兄弟子で、義兄弟の縁を結んだ水沼という伊勢浪人に会いにいく。そこで「腹切り魚」のコノシロを食膳に出され、立腹して金を奪い絶縁する。大高は討ち入り前に詫び状を書き、金も添えて水沼に送る。安濃津まで中村正辰が大高に同行したという脚色もある[11]。

## 子孫
- 独身 であり妻子はいない。弟・小野寺秀富と従兄弟・岡野包秀も独身であった[12] 。幕末の尊皇攘夷派志士の大高又次郎が子孫といわれるが創作である。